# Atoposmia namatophila
Atoposmia namatophila là một loài Hymenoptera trong họ Megachilidae. Loài này được Michener mô tả khoa học năm 1954.